# Grapholita lana
Grapholita lana es una especie de polilla del género Grapholita, tribu Grapholitini, familia Tortricidae. Fue descrita científicamente por Kearfott en 1907.
Se distribuye por América del Norte: Estados Unidos.